# Lingwa de planeta
 (décembre 2020).
Pour les articles homonymes, voir Planeta.
Lingwa de planeta (Lidepla ou encore LdP) est une langue construite (langue auxiliaire internationale) basée sur les langues les plus parlées dans le monde, dont l'arabe, le chinois, l'anglais, le français, l'allemand, le hindi, le persan, le portugais, le russe et l'espagnol.
L'idée principale du Lidepla est de constituer un ensemble harmonieux sur la base des langues nationales les plus répandues et les plus influentes dans le monde. L'objectif étant de déterminer un socle commun autour duquel chacun puisse se reconnaître, au travers d'un vocabulaire qui lui est familier − le tout dans un ensemble cohérent. Avec la multitude de langues sources à travers le globe, c'est l'une des langues a posteriori.
Le développement de la langue a commencé en 2006 à Saint-Pétersbourg, en Russie, par un groupe de passionnés, avec Dmitri Ivanov comme chef de projet. La version de base de la langue a été publiée en juin 2010.
La langue ne dispose pas d'un code ISO 639-3.

## Alphabet et prononciation
L'alphabet officiel du Lidepla est basé sur l'écriture latine et contient les 25 lettres suivantes et leurs équivalents en majuscules :
| Lettres       | a | b  | ch  | d  | e | f  | g  | h   | i | j  | k  | l  | m  | n  | o | p  | r  | s  | t  | u | v  | w  | x     | y  | z  |
| Phonèmes IPA  | a | b  | t͡ʃ  | d  | e | f  | g  | x~h | i | d͡ʒ | kʰ | l  | m  | n  | o | pʰ | r  | s  | tʰ | u | v  | w  | k͡s~ɡ͡s | i  | d͡z |
| Prononciation | a | be | che | de | e | ef | ge | ha  | i | ja | ka | el | em | en | o | pe | er | es | te | u | ve | wa | iks   | ye | ze |

La lettre q n'est pas utilisée, et le c n'apparaît que dans le digramme " ch ". La lettre y représente la même voyelle que le " i ", mais n'est pas accentuée.
Les digrammes et les lettres suivants sont prononcés comme suit, avec des exemples :
- ch – /t͡ʃ/ comme dans " chair " : chay — thé
- -ng, à la fin d'un mot – /ŋ/ comme dans " footing ": feng — vent
- sh – /ʃ/ comme dans " chou ": shi — dix (10)
- j – /d͡ʒ/ comme dans " Jakarta " : jan — savoir
- z – /d͡z/ comme dans " adze (terme anglais pour herminette) " : zun — s'occuper avec, se consacrer à
- x – /ks/ comme dans " axe (ex : de rotation) " : ekinoxa — Équinoxe | /gs/ comme dans " examen " : examen — exam

-ng- au milieu d'un mot est prononcé /ng/ (comme " ng " dans finger). La lettre v ainsi que la terminaison -ng peuvent être également prononcés /w/ (comme dans wood) et /n/ (nose).
x entre deux voyelles est légèrement prononcé, et avant une consonne peut être lu comme /s/.
Certains supports d'apprentissage utilisent le son /h/ pour la lettre h. La grammaire permet ce type de prononciation, mais privilégie cependant l'utilisation du son /x/, tel que le ch de Fach en allemand.
La phonologie de lingwa de planeta écarte tout couple de consonnes distinguées uniquement par la vocalisation. Les consonnes p, t, et k doivent donc également être aspirées, en plus d'être sourdes.
Pour plus de détails sur la phonologie, voir la section Phonologie ci-dessous.

### L'accent tonique
La règle générale concernant l'accent tonique est la suivante :
- La voyelle avant la dernière consonne (ou " y ") est accentuée : máta (mère), família (famille), akshám (soir), ruchéy (ruisseau)

Le Lidepla essaie de préserver la sonorité originale des mots qu'il emprunte dans chaque langue. Cependant, il existe quelques exceptions ; tels que les suivantes (en bref) :
- certaines terminaisons (-um, -us, -er, -en; -ik-, -ul-, et la plupart des suffixes, mais pas tous) ne sont jamais accentués
- la voyelle doublée est toujours accentuée (comme dans adyoo, " bye ")

## Description et grammaire
L'idée principale derrière le Lidepla a été de créer un ensemble harmonieux sur la base des langues nationales les plus répandues et les plus influentes de la planète. Il en résulte que le vocabulaire du Lidepla contient une quantité assez importante de mots non-européens ; ce qui confère au Lidepla une qualité de langue réellement internationale - donc mondiale. Le principe de base à l'origine de celle-ci était de concevoir une base commune aux différents langues maternelles de chaque citoyen à travers le monde.
La grammaire du Lidepla suit 3 règles : la constance dans la forme des mots, la règle d'appartenance à une classe de mots et la règle de l'ordre direct des mots (sujet - prédicat - [objet])

### La constance dans la forme des mots
La forme des mots ne change jamais. En lieu et place de flexions (déclinaison ou conjugaison) on utilise des particules (comme en chinois). Exemple :
- me lubi – j'aime
- li lubi – ils aiment
- yu ve lubi – tu aimeras
- me wud lubi – j'aimerais
- lubi (ba) – aime !

Les deux seules exceptions sont :
- le pluriel des noms, par l'ajout du suffixe -s (ou -es après une consonne) : kitaba (livre) — kitabas (livres), flor (fleur) — flores (fleurs)
- le verbe être qui a ses propres formes : bi (infinitif) / es (présent) / bin (passé)

### La règle d'appartenance à une classe de mots
Chaque mot en Lidepla appartient à une classe de mots – un nom, un verbe, un adjectif, un adverbe, etc. Les dérivations se font au moyen d'affixes (préfixes/suffixes) et de particules :
- lubi – aimer (verbe)
- luba – amour (nom)
- lubi-she – aimant (adjectif)
- lubi-shem – amoureusement, avec amour (adverbe)

Il n'y a pas de terminaisons fixes pour les classes de mots, mais certaines sont néanmoins privilégiées. Ainsi la plupart des verbes finissent en i, mais il y a quelques exceptions (par exemple : jan – savoir, shwo – parler/dire, etc).

#### Dérivation
À l'aide d'affixes et de particules, de nouveaux mots peuvent être créés. Exemples :
| somni – dormir                      | somni-she – dormant, en train de dormir  |
| en-somni – s'endormir               | somni-shem – (de manière) endormi        |
| somni-ki – somnoler                 | somnishil – somnolent                    |
| gro-somni – s'endormir profondément | somnilok – lieu de repos                 |
| ek-somni-ki – faire une sieste      | somninik – dormeur, roupilleur, marmotte |

#### Principe de nécessité
L'utilisation des particules est facultative si le contexte est suffisamment explicite. Exemples :
- Yeri me miti ela – Hier, je l'ai rencontrée
- Manya me miti ela – Demain, je la rencontrerai

On peut voir que, dans les deux cas, les particules de temps (he ou -te pour le passé, ve pour le futur) ne sont pas utilisées, car " hier " et " demain " apportent suffisamment d'informations temporelles.
De la même manière...
- Me vidi mucho kinda – Je vois beaucoup d'enfants

... n'utilise pas la terminaison -s, car le pluriel est déjà renseigné par mucho, contrairement à...
- Me vidi kindas – Je vois des enfants

... qui marque explicitement le pluriel.

### La règle de l'ordre direct des mots
L'ordre des mots dans une phrase est généralement de type direct, c'est-à-dire sujet — prédicat — objet.
Pour changer l'ordre des mots, on utilise des particules spéciales. Par exemple den qui se positionne avant l'objet, comme ceci :
- Ela lubi lu – Elle l'aime
- Den lu ela lubi –  Lui, elle l'aime.

La signification est la même, mais, dans le deuxième cas, on met en évidence l'être aimé.

### Les pronoms personnels
Les pronoms personnels de base en Lidepla sont :
| Personne | Singulier | Pluriel |
| -------- | --------- | ------- |
| 1er      | me        | nu      |
| 2e       | yu        | yu      |
| 3e       | ta        | li      |
| 3e       | it        | li      |

Il y a une distinction à la troisième personne du singulier entre l'animé et l'inanimé :  ta est utilisé pour les humains et les animaux (correspond à " il (lui) " et " elle " [animaux compris]), et it pour les choses et objets.
Pour faire la distinction entre les genres masculin et féminin, on utilise lu (il,lui) et ela (elle).
Tout comme en anglais, la seconde personne du pluriel (you, you all) et du singulier (you) sont exactement les mêmes : yu. Le Lidepla a également un pronom personnel indéfini : oni (" on ").

#### Les formes possessives
La forme courte des pronoms possessifs ressemble à ceci :
| Personne | Singulier | Pluriel |
| -------- | --------- | ------- |
| 1er      | may       | nuy     |
| 2e       | yur       | yur     |
| 2e       | suy       | ley     |

La troisième personne du singulier suy est universel et peut être utilisé comme la forme possessive de ta, it, ela et lu – pour ela et lu, il y a aussi les formes possessives elay and luy.
Le suffixe -ney est utilisé pour former des adjectifs à partir de noms. Par conséquent, il est également possible de former des pronoms possessifs plus long, tels que : mi-ney, yu-ney, etc.

### Les verbes
La racine des verbes ne change jamais en Lidepla. Les temps sont formés à partir de particules ou de suffixes. Exemple :
- Me he shwo a yu | Me shwo-te a yu – Je t'ai parlé

## Vocabulaire
La majeure partie du vocabulaire Lidepla est composée de termes internationaux issus du latin. Cependant, les mots les plus fréquents sont d’origine anglaise, russe, chinoise, arabe et hindi. Il n'y a pas de terminaisons définies pour les différentes parties du discours, de sorte que presque tous les mots peuvent être facilement incorporés. Les mots empruntés sont adaptés à la phonologie du Lidepla, mais ne conservent pas leur forme d'origine – la prononciation est préservée, mais non l'orthographe.
En 2014, le vocabulaire du Lidepla comptait environ 4 000 entrées, soit environ 10 000 mots distincts, avec un nombre allant croissant. Pour qu'un mot soit incorporé, les principes suivants sont pris en compte :
- les mots courts sans groupes de consonnes sont privilégiés
- le mot doit être répandu et/ou phonétiquement familier pour les locuteurs d'au moins quelques langues nationales différentes. Par exemple, le mot darba (frapper, impressionner) - d'origine arabe -, est proche du russe " удар ([udar]) " et du chinois " 打 (Dǎ) "

### Exemples de similitude
En Lidepla, certaines phrases sont très proches de leur équivalent national (orthographe et sonorité), tout en conservant la même signification :
- Brata snova dumi om to est similaire à son équivalent russe (Брат снова думает об этом [Brat snova dumayet ob etom] – Le frère y pense encore)
- Ta bu yao shwo au chinois (他 不 要 说 [Tā bù yào shuō] – Il ne veut pas parler)
- Way yu go bak? à l'anglais (Why do you go back? | Why are you going back? – Pourquoi est-ce que tu y retournes)
- Me jan ke mata pri pi chay à l'hindi (Mot à mot en reprenant les termes les plus proches [ce n'est pas une traduction] : मैं जानना कि माता प्रेम पीना चाय [mai jaanna ki maata prem peena chaay] – je sais que ma mère aime le thé)
- Pa sabah me safari est similaire à l'arabe (في الصباح أسافر [fi alsabah 'asafir]  – Le matin je voyage)

## Phonologie
Il y a 17 consonnes de base (b, d, g ; p, t k ; w, f ; s, ʃ ; x ; d͡ʒ, d͡z ; m, n, r, l) et 3 autres supplémentaires (v ; t͡ʃ ; ŋ) en Lidepla.
La distinction des sons w — v, d͡ʒ — t͡ʃ n'est pas stricte, c'est-à-dire qu'ils peuvent être prononcés plus ou moins de la même manière - notamment parce qu'il n'y a pas de paires minimales les concernant.
Le son ŋ est le même qu'en anglais (dans les terminaisons en -ing).
|           | Bilabiale | Bilabiale | Labio-dentale | Labio-dentale | Alvéolaire | Alvéolaire | Post-alvéolaire | Post-alvéolaire | Vélaire | Vélaire |
| --------- | --------- | --------- | ------------- | ------------- | ---------- | ---------- | --------------- | --------------- | ------- | ------- |
| Nasale    | m         | m         |               |               | n          | n          |                 |                 | (ŋ)     | (ŋ)     |
| Occlusive | p         | b         |               |               | t          | d          |                 |                 | k       | ɡ       |
| Affriquée |           |           |               |               | d͡z         | d͡z         | t͡ʃ / d͡ʒ         | t͡ʃ / d͡ʒ         |         |         |
| Fricative | w         | w         | f             | (v)           | s          | s          | ʃ               | ʃ               | x       | x       |
| Spirante  |           |           |               |               | r          | l          |                 |                 |         |         |

Le Lidepla compte également les cinq voyelles universelles (a, e, i, o, u) communes à la plupart des langues.
|            | Antérieure | Postérieure |
| ---------- | ---------- | ----------- |
| Fermée     | i          | u           |
| Mi-ouverte | e          | o           |
| Ouverte    | a          | a           |

## Développement et utilisation
Le projet est dirigé par le psychologue Dmitri Ivanov. Il a posé les bases de la langue, en s’inspirant principalement des idées de Otto Jespersen sur la langue Novial, et des principes de développement et de structure des langues créoles.
Les linguistes A. Vinogradova et E. Ivanova ont également beaucoup contribué au premier stade de développement de la langue. En 2007, A. Lyssenko est devenu le principal linguiste du projet.
Dès le commencement, le projet était ouvert à tous et largement discuté dans un certain nombre de groupes d'idéolinguistes. Dès 2014, plus de 15 personnes contribuaient déjà considérablement à son évolution (certains travaillaient sur le vocabulaire et la grammaire, et d'autres traduisaient et écrivaient des textes originaux - y compris des chansons) ; sans parler de celles et ceux qui participaient aux discussions.
La version de base de la langue a été publiée le 1er juin 2010. Selon certaines source, la création du Lidepla daterait de 2006. Ainsi, il est important de clarifier que la " version de base " de la langue – c'est-à-dire la version après laquelle les bases de la langue ne doivent pas être modifiées –, n'a pas été publiée avant 2010.
À l'heure actuelle, la langue est principalement utilisée sur Internet, lorsqu'il s'agit de communication directe. Environ 10 à 15 personnes maîtrisent la langue et 50 peuvent l'utiliser pour communiquer simplement. Un grand nombre de textes ont été traduits ; y compris des textes plutôt importants tels que Les Aventures d’Alice au pays des merveilles) de Lewis Carroll, Sailor Ruterford in Maori captivity de Nikolaï Tchoukovski (ru) (fils de Korneï Tchoukovski ; traduit du russe), et quelques autres contes. Le Lidepla compte également des chansons écrites et traduites par différents auteurs, dont un album du musicien Jonny M, et des sous-titres pour des dessins animés et des films (comme le populaire film russe Ivan Vassilievitch change de profession).

## Exemple de texte
Notre Père en Lingwa de planeta :
| Lingwa de planeta | Français |
| --- | --- |
| Nuy Patra kel es pa swarga, hay Yur nam fa-sante, hay Yur reging lai, hay Yur vola fulfil i pa arda i pa swarga. Dai ba a nu nuy pan fo jivi sedey e pardoni ba a nu nuy deba, kom nu pardoni toy-las kel debi a nu. Bye dukti nu inu temta e protekti nu fon bada. | Notre père, qui es aux cieux, que ton nom soit sanctifié, que ton règne vienne, que ta volonté soit faite sur la terre, comme au ciel. Donne-nous aujourd'hui notre pain de ce jour pardonne-nous nos offenses, comme nous pardonnons aussi à ceux qui nous ont offensés. Et ne nous laisse pas entrer dans la tentation, mais délivre-nous du Mal. |